# Doug Ford
Douglas Robert Ford (Etobicoke, Ontario, 20 de noviembre de 1964), más conocido como Doug Ford, Jr., es un empresario y político canadiense. Actualmente ejerce como primer ministro de Ontario, desde el 29 de junio de 2018, y como líder del Partido Conservador Progresista de Ontario desde el 10 de marzo de 2018.
Nació en una familia de políticos y empresarios. Comenzó su carrera política en 2010 como concejal en Toronto. En 2014, se presentó a la alcaldía reemplazando en la candidatura a su hermano. Rob Ford fue alcalde de la urbe canadiense entre 2010 y 2014. En marzo de 2018, Doug Ford logró convertirse en jefe de los conservadores de la provincia. Llegó al cargo de primer ministro gracias a su triunfo en las elecciones organizadas tres meses después, obteniendo un segundo mandato en 2022. Los rivales políticos de Ford señalaban especialmente su mala gestión de la sanidad y de la red educativa, así como los esfuerzos para seguir tapando un escándalo relacionado con planes inmobiliarios en zonas naturales protegidas.

## Biografía
Ford fue concejal de Toronto por el distrito 2 de Etobicoke Norte, entre 2010 y 2014, al mismo tiempo que su hermano, Rob Ford, era alcalde de la ciudad. Fue candidato en la elección para alcalde de Toronto de 2014, donde ocupó el segundo lugar tras John Tory.
Su padre, Doug Ford Sr., cofundó Deco Labels and Tags, una compañía de imprentas que opera en Canadá y los Estados Unidos, y fue miembro del Parlamento Provincial entre 1995 y 1999. El negocio es ahora propiedad de Doug Jr. y su hermano Randy.
Celebró la elección de Donald Trump a la presidencia estadounidense en 2024, pero luego lo lamentó por las declaraciones del presidente estadounidense sobre la independencia de Canadá, seguidas de la introducción de aranceles significativamente más altos sobre los productos canadienses.